# Diplonotos serratus
Diplonotos serratus är en mossdjursart som beskrevs av Gordon 1993. Diplonotos serratus ingår i släktet Diplonotos och familjen Bifaxariidae. Inga underarter finns listade i Catalogue of Life.